# James Dudley
James Dudley (Baltimora, 12 maggio 1910 – Washington, 1º giugno 2004) è stato un giocatore di baseball, manager e dirigente di wrestling statunitense, conosciuto per la sua permanenza nella World Wide Wrestling Federation.
Dudley è stato il primo afroamericano a gestire una grande arena degli Stati Uniti (la Turner's Arena di Washington, D.C.). Ha lavorato con quattro generazioni della famiglia McMahon ed è stato particolarmente vicino a Vincent J. McMahon. All'età di 74 anni, è stato reinserito nel libro paga dell'azienda per mostrare apprezzamento per il suo lavoro per i McMahon. Ha anche gestito diversi wrestler nella WWWF ed è stato inserito nella classe WWE Hall of Fame del 1994.

## Titoli e riconoscimenti
- WWE Hall of Fame classe del 1994